# Melitaea pieszczeki
Melitaea pieszczeki är en fjärilsart som beskrevs av Skala 1909. Melitaea pieszczeki ingår i släktet Melitaea och familjen praktfjärilar. Inga underarter finns listade i Catalogue of Life.